# Governo da Colômbia

Logo do Governo de Colômbia

A Colômbia é um país presidencialista, e um Estado unitário com separação de poderes executivo, legislativo e judicial. A Constituição política vigente foi proclamada, a 4 de julho de 1991. O 60.° Presidente da República, os governadores departamentais são os que se encarregam de fazer cumprir os regulamentos da nação.

## Ramos do Poder Público

Organigrama do Estado colombiano.

A constituição política define a estrutura do estado colombiano mediante a divisão do poder público em três ramos: a executiva, a legislativa e a judicial. No entanto, dado que existem funções do estado que estas entidades não cumprem, se nomeiam os órgãos para a realização destas como são: o Ministério público, a Controladoria Geral, o Conselho Nacional Eleitoral, a Registadoria Nacional, o Banco da República, a Autoridade Nacional de Televisão e a Comissão Nacional do Serviço Civil, entre outras.

### Ramo Executivo

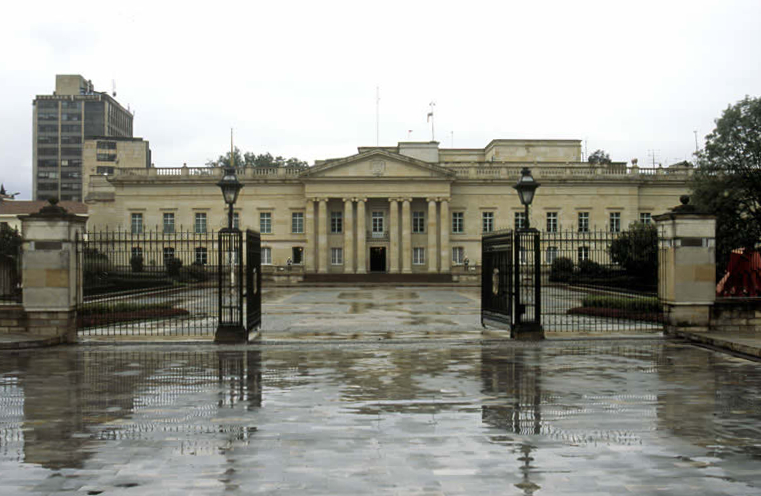
Casa de Nariño, sede do ramo executivo.

É a encarregada de administrar os recursos da nação.
O Presidente da nação e Chefe de Governo é a cabeça do poder executivo, o qual compartilha com um Gabinete ministerial.
Também é o comandante em chefe das Forças Militares
O gabinete compõe-se, além do presidente e do vice-presidente, dos ministros de despacho e dos diretores de departamentos administrativos.
O presidente é eleito por voto popular direto para um período de quatro anos ou menos, em caso de substituição. A Constituição de 1991 proibia a reeleição presidencial por vida e anteriormente era possível a reeleição imediata (um ex-presidente podia ser reeleito, mas o presidente em exercício não podia ser reeleito para o período seguinte). Com referendo constitucional em 2005 esta proibição foi abolida e legalizou-se a reeleição imediata por uma única vez. Dois presidentes fizeram uso dela podendo participar nas eleições desde o cargo.

### Ramo legislativo

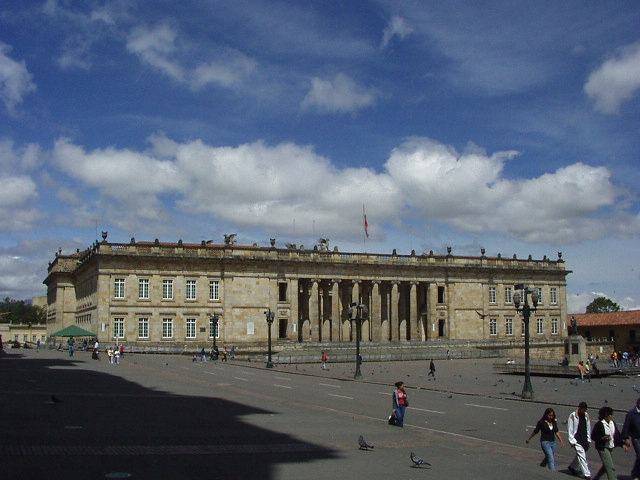
O Capitolio Nacional, Sede do Congresso

Encarrega-se de elaborar as normas e leis.
Um Congresso bicameral formado pelo Senado (100 membros eleitos por circunscrição nacional por um período de quatro anos e um número adicional de 2 senadores eleitos em circunscrição especial por comunidades indígenas) e a Câmara de Representantes, conformada por cento sessenta e seis membros eleitos por 4 anos, dos quais cento sessenta e um representam às circunscrições territoriais (departamentos e o Distrito Capital).

### Ramo judicial

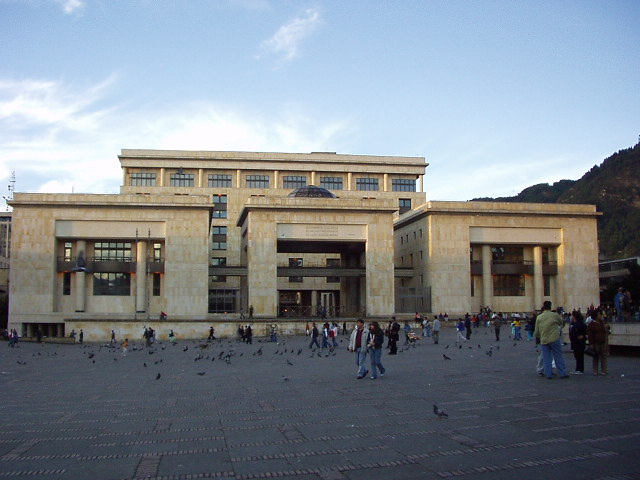
O Palácio de Justiça em Bogotá, Sede das Altas Cortes.

Encarrega-se de aplicar a lei de maneira justa e resolve conflitos entre as pessoas de acordo à lei.
O poder judicial da Colômbia começa a partir da Constituição Política de 1991. É conformado pela Corte Suprema de Justiça, a Corte Constitucional, o Consejo de Estado de Colombia, o Conselho Superior da Judiciária, bem como os tribunais e julgados.  A Promotoria Geral da Nação é um organismo independente adscrito ao ramo judicial do Poder Público em Colômbia.

### Entes Autónomos
São entidades do Estado, alheias aos três ramos do poder colombiano:
- Autoridade Nacional de Televisão
- Auditoria Geral da República
- Conselho Nacional Eleitoral
- Corporações Autónomas Regionais
- Procuradoria Geral da República
- Defensoria do Povo
- Procuradoria Geral da Nação
- Promotoria Nacional del Estado Civil
- Universidades Públicas

## Outros dados

### Governo subnacional
Os departamentos têm governadores e corporações públicas (assembleias departamentais) próprias elegidos por sufragio a cada quatro anos. Se subdividem em municípios com um prefeito e um concelho municipal, eleitos também a cada quatro anos por votação direta.

### Partidos Políticos
Em 2015 segundo o Conselho Nacional Eleitoral (CNE) de Colômbia, e as eleições legislativas de 2014, os Partidos e Movimentos Políticos reconhecidos como tal na atualidade em Colômbia são treze, a saber:
1. Partido Liberal Colombiano
2. Colombia Humana dirigido por Gustavo Petro Urrego
3. Partido Conservador Colombiano
4. Opinião Cidadã (PIN)
5. Partido Cambio Radical
6. Alizanza Verde
7. Movimento Independente de Renovação Absoluta (OLHA)
8. Partido de Unidade Nacional ou Partido 'De la U'
9. Polo Democrático Alternativo
10. Centro Democrático
11. União Patriótica (UP) (recuperou em 2013 a sua Pessoa Jurídica por ordem do Conselho de Estado)

Partidos políticos de minorias étnicas
1. Movimiento Alternativo Indígena y Social (MAIS)
2. Alianza Social Independiente (ASI)
3. Autoridades Indígenas de Colombia (AICO)